# Frédéric Nsabiyumva
Frédéric Nsabiyumva, né le 26 avril 1995 à Bujumbura au Burundi, est un footballeur international burundais. Il évolue au poste de défenseur central au Västerås SK.

## Biographie

### En club
Né à Bujumbura au Burundi, Frédéric Nsabiyumva est notamment formé à l'Atlético Olympic Bujumbura. Il prend ensuite la direction de l'Afrique du Sud pour s'engager en faveur du Jomo Cosmos FC. C'est avec ce club qu'il commence sa carrière professionnelle.
En 2018 il rejoint un autre club sud-africain, le Chippa United. Il joue son premier match pour le club le 10 février 2018, lors d'une rencontre de coupe d'Afrique du Sud contre le Phiva Young Stars FC. Il est titularisé et son équipe s'impose par deux buts à zéro.
Le 12 août 2022, Frédéric Nsabiyumva rejoint la Suède pour s'engager en faveur du Västerås SK. Il signe un contrat courant jusqu'en décembre 2023,.
Il joue son premier match sous ses nouvelles couleurs le 2 octobre 2022, contre le Utsiktens BK, en championnat. Il est titularisé et son équipe l'emporte par deux buts à zéro. Nsabiyumva marque son premier but pour le club dès son deuxième match, le 9 octobre 2022 contre le Norrby IF en championnat. Il participe ce jour-là à la victoire de son équipe par trois buts à deux.
S'étant imposé comme un joueur majeur de l'équipe et un leader de la défense, Nsabiyumva prolonge son contrat avec le Västerås SK le 10 novembre 2023. Il est alors lié au club jusqu'en décembre 2026.

### En sélection
Frédéric Nsabiyumva est convoqué avec l'équipe nationale du Burundi pour participer au championnat d'Afrique des nations 2014.